# Earthquake (Lied)

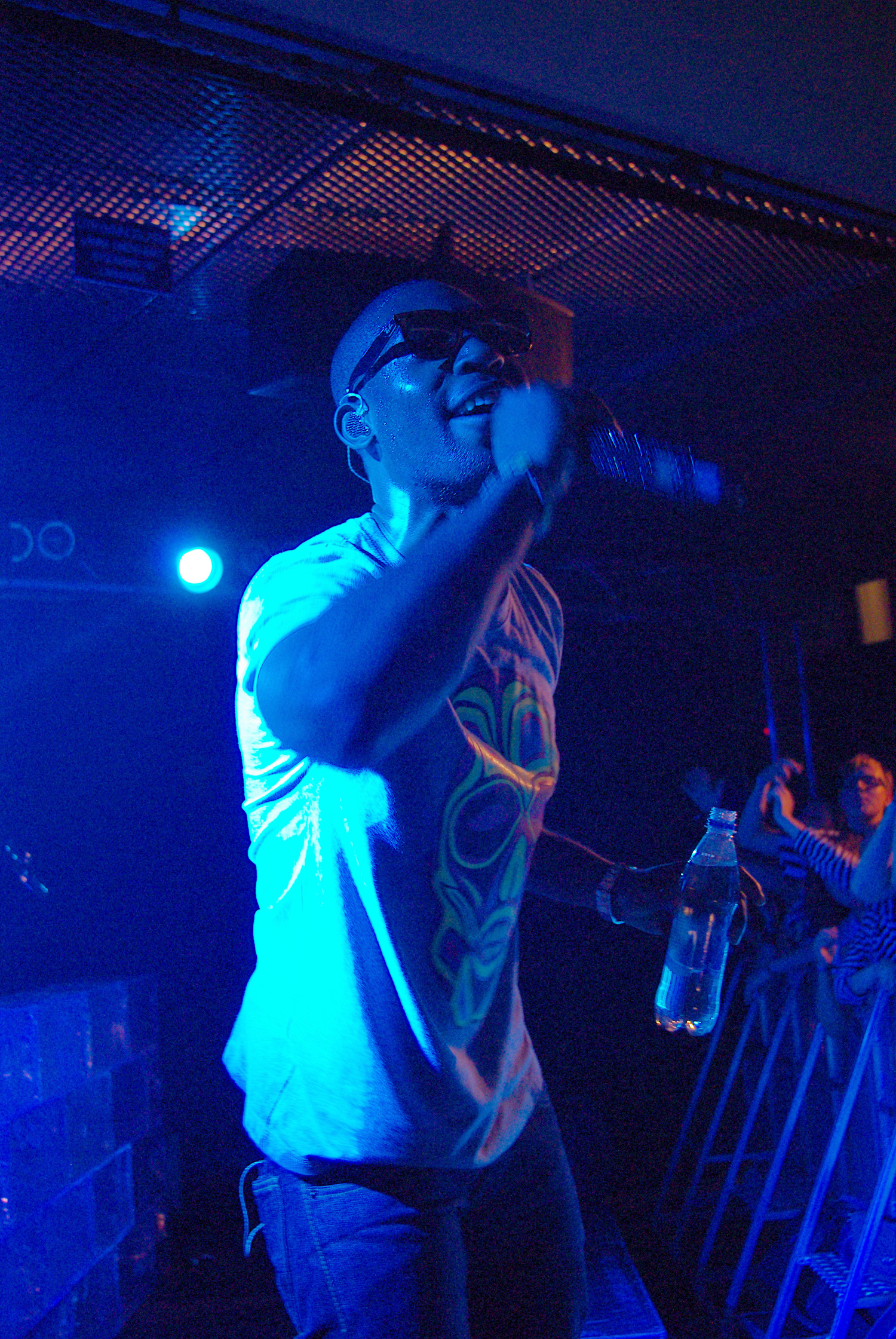
Tinie Tempah

Earthquake (englisch für Erdbeben) ist ein Lied des britischen R&B- und Hip-Hop-Sängers Labrinth, das er zusammen mit dem Rapper Tinie Tempah in den Syndrome Studios in Los Angeles aufnahm. Die Musik stammt von Labrinth, am Text schrieb Tempah mit. Der Song ist auf dem Album Electronic Earth enthalten. Erstmals erhältlich war Earthquake am 23. Oktober 2011 bei iTunes und gelangte unter anderem in Australien, Belgien und dem Vereinigten Königreich in die Charts. In Neuseeland, Norwegen und Australien erreichte die Single Platin-Status.

## Hintergründe
Noch vor der offiziellen Veröffentlichung der Single präsentierte Labrinth bereits am 16. September 2011 das offizielle Lyric-Video auf YouTube und die Remixe des Liedes bei SoundCloud. Earthquake – Extended Explicit wurde zudem auf Labrinths SoundCloud-Channel hochgeladen, wo der Titel bis August 2012 fast 40.000 Mal aufgerufen wurde. Zur Neujahrsfeier am 1. Januar 2012 am London Eye wurde das Lied während des Feuerwerks gespielt.

## Text
Laut Labrinth geht es im Text hauptsächlich darum, so laut wie möglich zu sein, um gehört zu werden, was durch die Worte „ein Erdbeben auszulösen“ zum Ausdruck gebracht wird. Labrinth erläuterte dies in einem Interview mit MTV UK: „Aus meiner Sicht handelt das Lied vom Auslösen eines Erdbebens und davon, wie die Leute in meine Richtung schauen, weil ich so einen Lärm mache. Manchmal ist der, der am lautesten schreit, derjenige, der am besten gehört wird. Ein Erdbeben bedeutet also, so laut zu schreien, wie es nur geht.“ Gegenüber der Boulevardzeitung The Sun sagte er: „Das ist meine Version von Pass Out. Ich wollte, dass es sich anhört wie ein riesiger Roboter oder Godzilla, der durch die Stadt läuft.“ Der Refrain beginnt mit „I Predict An Earthquake Up In Here!“ („Ich kann ein Erdbeben spüren“) und endet mit „We Can Make An Earthquake Up In Here“ („Wir können hier ein Erdbeben auslösen“). Im Text sind unter anderem Anspielungen auf Lady Gaga („OK, Gaga, I Just Phone Up Their Designer“) und Syco („Hey Simon [Cowell], We’re Fucking Them Up, Turning In Syco“) enthalten. Texter des Songs waren Labrinth und Tinie Tempah selbst.

## Komposition
Das Lied zeichnet sich vor allem durch den Halfstep aus, wodurch das relativ schnelle Tempo von 150 BPM deutlich langsamer erscheint. Insgesamt bedient sich der Song eher dürftiger Harmonik: Harmoniewechsel finden – wenn überhaupt – allein durch die Synthesizer-Linien angedeutet statt, nur im Intro ist ein deutlicher Wechsel zwischen c-Moll und Es-Dur herauszuhören. Das Klangmaterial verharrt in der unmittelbaren Umgebung der Ausgangstonart c-Moll, Spannungsaufbau findet nicht statt. 
Die meiste Zeit des Stücks herrscht solistischer Rapgesang, nur im Zwischenteil gibt es eine mehrstimmige, vollkommen unbegleitete Bearbeitung des Refrains, die an einen kirchlichen, liturgischen Gesang erinnert. Ansonsten werden nur wenige Male die genretypischen Zwischenrufe der Sänger in den Liedverlauf eingestreut. Die Begleitung des Tracks besteht im Wesentlichen aus dem Percussionsarrangement und den Synthesizer-(Melodie)linien, akustische Instrumente kommen nicht vor. 

## Musikvideo
Das offizielle Musikvideo wurde erstmals am 11. Oktober 2011 auf Labrinths Vevo-Kanal veröffentlicht, nachdem das Lyric-Video bereits am 16. September erschienen war. Das Video, das in den Syndrome Studios in Los Angeles von Aleks Kolic gedreht wurde, beginnt mit Einstellungen auf den Innenraum eines Mini, dessen Fahrer – Labrinth selbst – gerade das Lied Earthquake auf der Anlage des Autos einstellt. Nachdem Labrinth den Wagen verlassen hat und nun neben ihm inmitten einer großen, leeren Halle steht, beginnt sich der Mini in ein Gebilde aus Lautsprecherboxen zu verwandeln. Während Labrinth beiseitetritt, lösen sich die Boxen voneinander und schweben in die Luft, um sich dort zu den Buchstaben des Wortes Labrinth zusammenzufügen. Labrinth macht einen Schritt nach vorne und die Boxen zerspringen, viele neue erscheinen und verschwinden je nach Labrinths Bewegungen. Anschließend steht er vor einer riesigen Wand, er springt gegen sie – die Wand verschwindet, weitere Lautsprecher kommen hervor. Man sieht daraufhin sechs Labrinths um einen runden Gegenstand stehen, der Frequenzen zeigt. Die Labrinths transformieren sich in jeweils eine Kugel. Diese Kugeln fliegen zum Gegenstand in der Mitte, woraufhin eine große Kugel entsteht, aus welcher man Tinie Tempah steigen sieht. Ab diesem Zeitpunkt ist er vor der Kugel beziehungsweise vor einer Wand zu sehen. Am Ende sieht man Labrinth neben einem Gebäude laufen.
Metro verglich das Video im sogenannten „Fight Club“ mit einem anderen Musikvideo. Es wurde festgestellt, dass das Video keine Handlung besitze, die Bilder aber überzeugen würden.

## Kritiken
Das Lied bekam überwiegend positive Kritik. Robert Copsey von Digital Spy nahm lobend zur Kenntnis, dass Labrinth nach 12-monatiger Unterbrechung seiner eigenen Solo-Karriere zur Unterstützung von Yasmin, Loick Essien und Ms. Dynamite alle Erwartungen erfüllen könne: “And any fears that he’d forgotten how to be the main attraction are quickly dispelled on 'Earthquake'” (deutsch: Und jegliche Befürchtungen, er könnte verlernt haben, die Hauptattraktion zu sein, werden durch Earthquake schnell vertrieben.) Copsey vergab vier von fünf möglichen Sternen. Auch ein Autor von arjanwrites.com gab ein positives Review und schrieb: “'Earthquake' is a wildly unique powerhouse tune that shows off Labrinth’s uncanny ability to write a hit track that is both forward and also very now.” (deutsch: „Earthquake“ ist ein unbändig einzigartiges Kraftpaket, das mit Labrinths verblüffender Fähigkeit klotzt, einen sowohl vorwärts gerichteten als auch gegenwärtigen Hit zu schreiben.)

## Kommerzieller Erfolg

### Chartplatzierungen

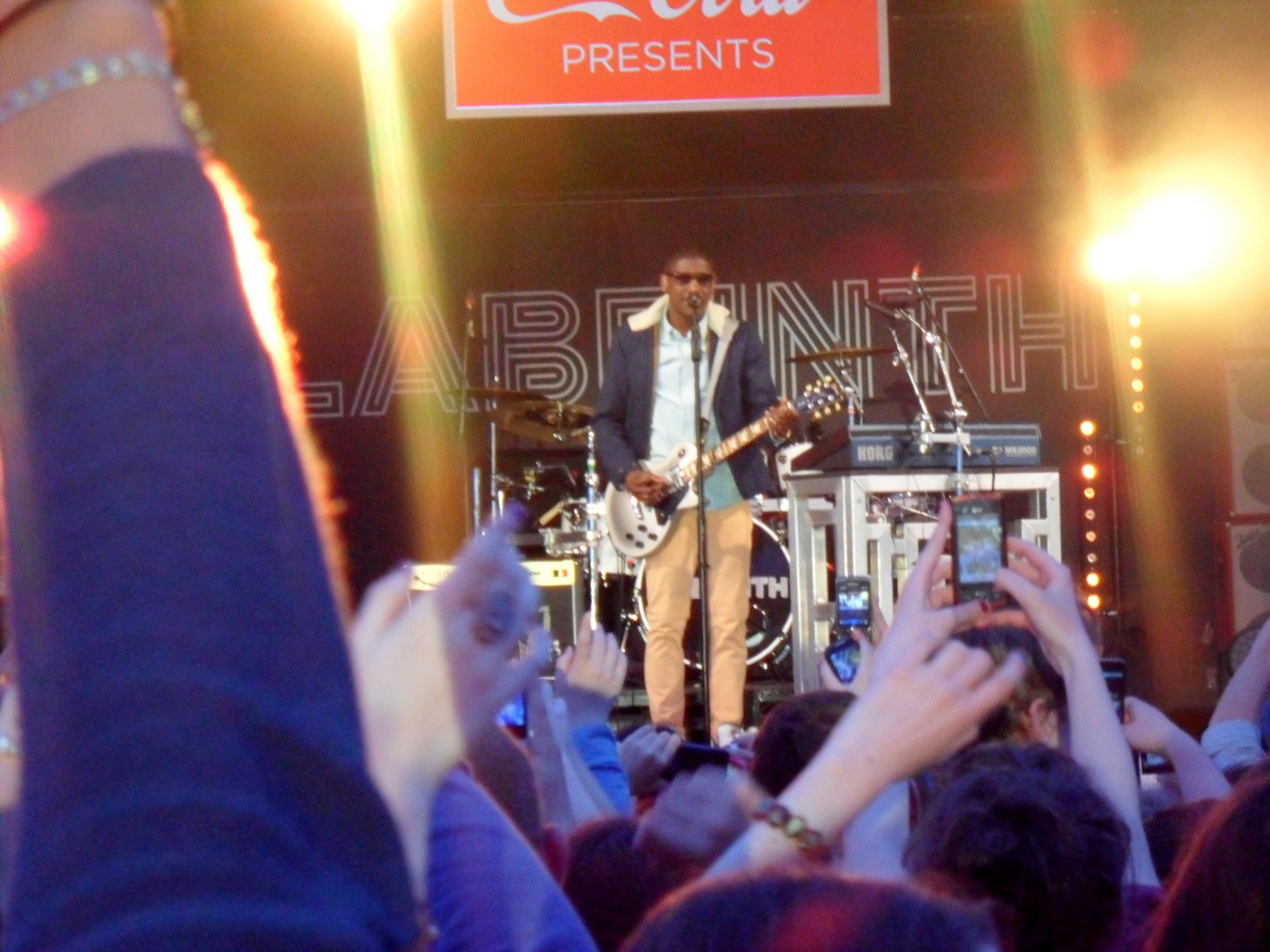
Labrinth

Die Single ist im Vereinigten Königreich die bisher erfolgreichste Veröffentlichung von Labrinth. Sie konnte bis auf Platz zwei vorrücken und verblieb 36 Wochen in den Charts. In den R&B-Charts erreichte der Song ebenfalls Platz zwei. In Australien kam die Single auf Platz vier. Auch in Flandern (Belgien) verbuchte Labrinth mit Earthquake Platz sechs und in Neuseeland Platz fünf, was die Top-10-Platzierungen vervollständigt. Weitere Chartplatzierungen außerhalb der Top 10 konnten in Irland mit Platz 12, und in Norwegen mit Platz 18 erreicht werden.
In Neuseeland, wurde die Single einmal, in Norwegen zweimal und in Australien dreimal mit Platin ausgezeichnet. Trotzdem konnte sich der Song in keinem dieser drei Länder in den Jahrescharts platzieren. Nur in Großbritannien gelang der Single mit Platz 23 der Einzug in die Jahresbestenliste.
| ChartsChartplatzierungen     | Höchstplatzierung | Wochen |
| ---------------------------- | ----------------- | ------ |
| Vereinigtes Königreich (OCC) | 2 (51 Wo.)        | 51     |

| ChartsJahrescharts (2011)    | Platzierung |
| ---------------------------- | ----------- |
| Vereinigtes Königreich (OCC) | 23          |

| ChartsJahrescharts (2012)    | Platzierung |
| ---------------------------- | ----------- |
| Vereinigtes Königreich (OCC) | 52          |

### Auszeichnungen für Musikverkäufe
| Land/Region                  | Auszeichnungen für Musikverkäufe (Land/Region, Auszeichnung, Verkäufe) | Verkäufe  |
| ---------------------------- | ---------------------------------------------------------------------- | --------- |
| Australien (ARIA)            | 4× Platin                                                              | 280.000   |
| Neuseeland (RMNZ)            | 2× Platin                                                              | 30.000    |
| Norwegen (IFPI)              | 2× Platin                                                              | 20.000    |
| Vereinigtes Königreich (BPI) | 2× Platin                                                              | 1.200.000 |
| Insgesamt                    | 10× Platin ·                                                           | 1.530.000 |

## Liveauftritte
Earthquake wurde von Labrinth zu verschiedenen Anlässen gesungen, darunter auch am 24. März 2012 bei der Jonathan Ross Show mit orchestraler Begleitung und Unterstützung eines Chores beim Intro. Vor dem letzten Refrain ersetzte er den abwesenden Tempahs durch ein Solo auf der E-Gitarre, das er selber spielte. Der Auftritt wurde positiv aufgenommen. Bereits 2010 hatte Labrinth an der BBC Radio 1Xtra Live Tour teilgenommen. Bei deren Neuauflage vom 28. November bis zum 1. Dezember 2011 zeigte er sich vor dem Publikum in Manchester. Auch hier spielte er das Stück ohne Tinie Tempah und stattdessen mit E-Gitarre. Der Auftritt wurde positiv aufgenommen. Eine weitere bei den Medien gut angekommene Interpretation kam bei der BBC Radio 1 Live Lounge 2011 zu Gehör. Dort war Tinie Tempah mit von der Partie, ebenso wie ein sechsköpfiger Chor und ein Orchester.

## Weitere Versionen

### Busta-Rhymes-Version

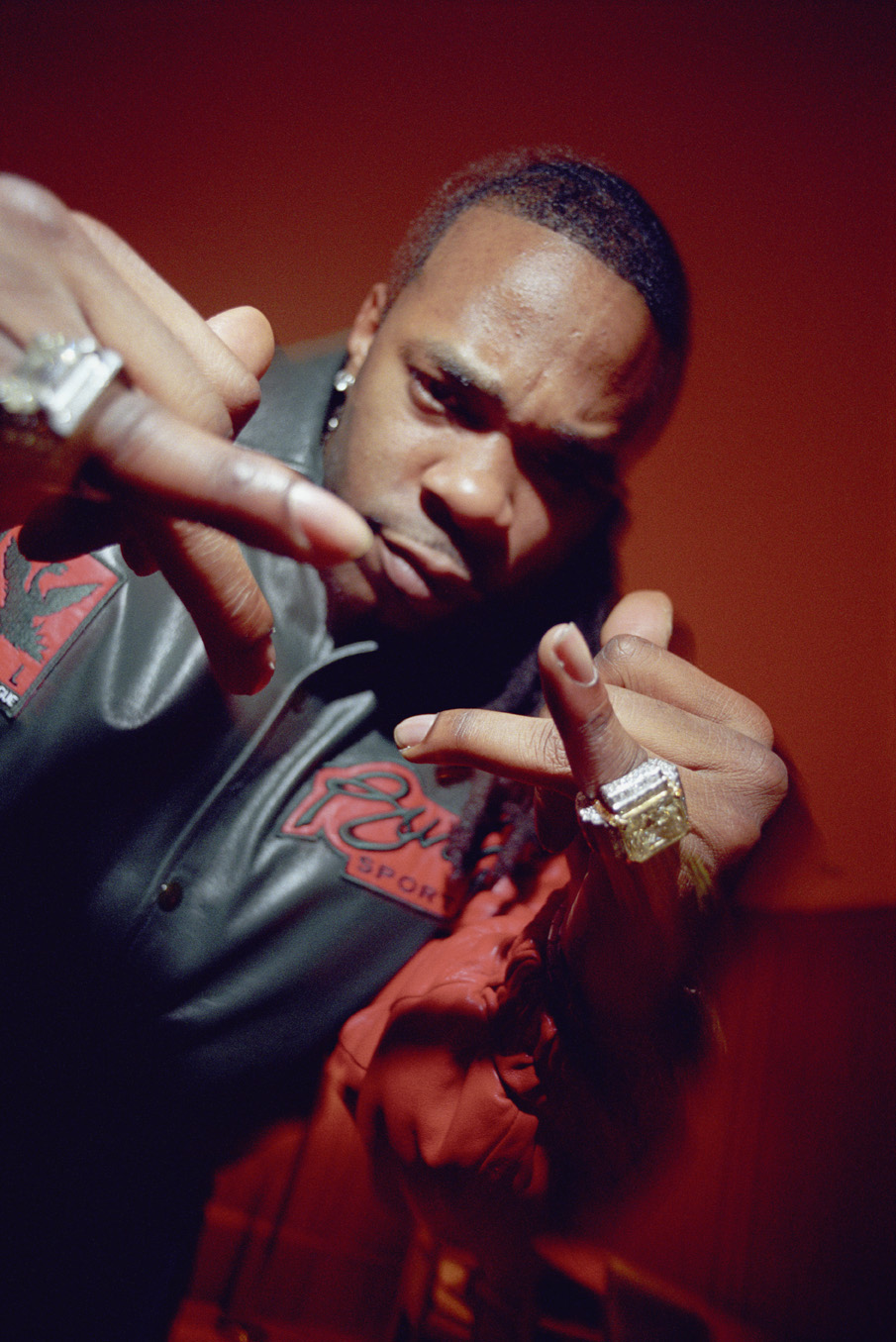
Busta Rhymes

Am 8. Februar 2012 wurde eine mit Busta Rhymes (anstatt von Tinie Tempah) eingespielte Version in Form eines Lyric-Videos auf Labrinths offiziellem Vevo-Kanal bei YouTube veröffentlicht. Das Lied wurde schließlich ab dem 21. Februar 2012 zum Kauf freigegeben. Auch diese Version stieß auf positive Resonanz: Scott Shetler von Pop Crush beispielsweise bewertete den Song mit vier Sternen. Er meinte, dass „Labrinths Eigenwerbung ihm hoffentlich etwas bringt, da er Aufmerksamkeit verdient hätte.“ Ein Autor von yesgoodmusic.com sagte voraus, dass Earthquake mit dem Rapper aus New York bald in vielen amerikanischen Radios zu hören sein würde.

### All Stars Remix
Am 6. März 2012 wurde der offizielle „All Stars Remix“ zum Lied veröffentlicht. Der Song enthält Raps von Kano, Wretch 32, Busta Rhymes und Tinie Tempah, während jeder Part von einem „Come in“ eingeleitet wird. Tempah singt den ersten, Kano den zweiten, Wretch 32 den dritten und Busta Rhymes den letzten Vers. Der Track ist nur auf der Deluxe-Version seines Albums Electronic Earth enthalten, wo er eine Länge von 4:50 Minuten besitzt. Darüber hinaus wurde der Track bei Soundcloud veröffentlicht.